# Diplazium singhii
Diplazium singhii là một loài dương xỉ trong họ Athyriaceae. Loài này được Panigrahi mô tả khoa học đầu tiên năm 2005.
Danh pháp khoa học của loài này chưa được làm sáng tỏ. 